# Leevan Sands
Leevan Sands (Nassau, 16 augustus 1981) is een Bahamaans atleet, die is gespecialiseerd in het hink-stap-springen en het verspringen. Viermaal nam hij deel aan de Olympische Spelen en won hierbij in totaal één medaille bij het hink-stap-springen. Hij werd meermalen Bahamaans kampioen op beide onderdelen. Sands werd in 2006 betrapt op het gebruik van doping en voor zes maanden geschorst.

## Biografie
In 2003 nam Sands een eerste keer deel aan een WK.  Bij het hink-stap-springen was hij goed voor een bronzen medaille (17,26 m), achter Christian Olsson (17,72) en Yoandri Betanzos (17,28). 
Op de Olympische Spelen van 2004 in Athene geraakte Sands niet door de kwalificatieronde. In 2005 eindigde Sands op de wereldkampioenschappen net naast het podium.
Op 11 februari 2006 werd Sands tijdens een wedstrijd in de Verenigde Staten betrapt op het gebruik van levmethamfetamine. Als gevolg hiervan werd hij werd voor een periode van zes maanden geschorst.
Nadien maakte Sands zijn comeback. Op de Olympische Spelen van 2008 in Peking veroverde hij met een sprong van 17,59 een bronzen medaille bij het hink-stap-springen. De wedstrijd werd gewonnen door Nelson Évora, de zilveren medaille ging naar Phillips Idowu. Hij nam ook deel aan de wereldkampioenschappen van 2009 in Berlijn, waar hij bij het hink-stap-springen opnieuw als vierde eindigde.
Op de Olympische Zomerspelen 2012 in Londen plaatste hij zich voor de finale hink-stap-springen. Daar eindigde hij op een vijfde plaats met een beste poging van 17,19 m. Vier jaar later bij de Spelen van Rio sneuvelde hij in de kwalificatieronde.

## Titels
- Bahamaans kampioen verspringen – 2001, 2003, 2005
- Bahamaans kampioen hink-stap-springen – 2001, 2002, 2010

## Persoonlijke records
Outdoor
| Onderdeel          | Prestatie | Datum            | Plaats |
| ------------------ | --------- | ---------------- | ------ |
| verspringen        | 8,13 m    | 10 juli 2005     | Nassau |
| hink-stap-springen | 17,59 m   | 21 augustus 2008 | Peking |

Indoor
| Onderdeel          | Prestatie | Datum            | Plaats       |
| ------------------ | --------- | ---------------- | ------------ |
| verspringen        | 8,10 m    | 28 februari 2004 | Lexington    |
| hink-stap-springen | 17,02 m   | 14 februari 2004 | Fayetteville |

## Palmares

### hink-stap-springen
Kampioenschappen
- 1998: 9e in kwal. WJK - 15,70 m
- 2000: 5e WJK – 16,22 m
- 2002:  Gemenebestspelen – 17,26 m
- 2003:  WK – 17,26 m
- 2003: 7e Wereldatletiekfinale – 16,40 m
- 2004: 14e in kwal. OS - 16,35 m
- 2004: 6e Wereldatletiekfinale – 16,91 m
- 2005: 4e WK – 17,39 m
- 2005: 5e Wereldatletiekfinale – 16,93 m
- 2007: 6e Pan-Amerikaanse Spelen
- 2007: 10e in kwal. WK - 16,53 m
- 2007: 5e Wereldatletiekfinale – 17,07 m
- 2008: 12e in kwal. WK indoor – 16,31 m
- 2008:  OS – 17,59 m
- 2008: 6e Wereldatletiekfinale – 16,78 m
- 2009: 4e WK – 17,32 m
- 2009:  Wereldatletiekfinale – 17,19 m
- 2011: 7e WK – 17,21 m
- 2012: 5e OS  – 17,10 m
- 2015:  Pan-Amerikaanse Spelen - 16,99 m
- 2015:  NACAC kamp. - 16,53 m
- 2015: 10e WK – 16,68 m
- 2016: 10e in kwal. OS  – 16,53 m

Golden League-podiumplekken
- 2009:  Weltklasse Zürich – 17,10 m

Diamond League-podiumplekken
- 2011:  Qatar Athletic Super Grand Prix – 17,09 m
- 2011:  Adidas Grand Prix – 16,28 m
- 2012:  Meeting Areva – 17,23 m
- 2012:  London Grand Prix – 16,97 m

### verspringen
- 2000: 11e in kwal. WJK - 7,19 m